# أوغاريت (كبل بحري)
أوغاريت هو كبل اتصالات بحري يقع في البحر الأبيض المتوسط يربط بين قبرص وسوريا. و قد صُمم ليبلغ سعة نقله 622 ميجابايت / ثانية و يبلغ طول الكبل 239 كيلومتر و قد بدأ الكبل في العمل من 6 فبراير 1995 . وهو يصل بين: بنتاسكيناوس في قبرص ومدينة طرطوس في سوريا